# Episodi de Il cacciatore (prima stagione)
La prima stagione della serie televisiva Il cacciatore, formata da 12 episodi scritti da Marcello Izzo, Silvia Ebreul, Stefano Lodovichi, Fabio Paladini e Marzio Paoltroni è andata in onda in Italia su Rai 2 dal 14 marzo al 18 aprile 2018. I primi due episodi erano già stati pubblicati l'11 marzo dello stesso anno sul portale RaiPlay.
| nº | Titolo                   | Prima TV Italia |
| -- | ------------------------ | --------------- |
| 1  | Nel bosco                | 14 marzo 2018   |
| 2  | Fuoco amico              | 14 marzo 2018   |
| 3  | Un P.M. da marciapiede   | 21 marzo 2018   |
| 4  | Un giorno perfetto       | 21 marzo 2018   |
| 5  | Idi di marzo             | 28 marzo 2018   |
| 6  | Famiglia                 | 28 marzo 2018   |
| 7  | Cacciatori               | 4 aprile 2018   |
| 8  | Eredità                  | 4 aprile 2018   |
| 9  | La tana del bianconiglio | 11 aprile 2018  |
| 10 | Bersagli                 | 11 aprile 2018  |
| 11 | Freaks                   | 18 aprile 2018  |
| 12 | Sì, lo voglio            | 18 aprile 2018  |